# Adalardo il Siniscalco
Adalardo I il Siniscalco, in francese Adalard le Sénéchal (nella prima metà del IX secolo – dopo l'880) è stato marchese di Neustria, dall'861 all'865 e cancelliere.

## Origine
Secondo la Vita Hludowici Imperatoris era figlio secondogenito del conte di Fezensac, Liutardo (?- dopo l'812), che era uno dei conti guasconi di Ludovico il Pio, re d'Aquitania e di Grimilde. Questa discendenza è confermata nel testamento del fratello Gerardo, in cui Adalardo viene nominato. La sua stirpe dei conti di Parigi fu così potente da poter scegliere, nel trattato di Verdun dell'843, in quale regno in cui dominare (il fratello ad esempio scelse la Provenza).

## Biografia
Fu siniscalco dell'imperatore Ludovico il Pio. Fu abate laico dell'abbazia di San Quintinio, succedendo al figlio bastardo di Carlo Magno, Ugo. Egli andò ad abitare a San Quintinio e qua riconciliò tra l'840 e l'843, l'imperatore Lotario e il fratellastro Carlo il Calvo (cui aveva dato in sposa la nipote Ermentrude nell'842) e nell'853 i due fratellastri si riconciliarono a San Quintino. Come ricompensa per il suo ruolo di mediatore, ricevette l'abbazia di Echternach, come confermato dalla Breve Chronicon Epternacense, tra l'850 e l'856. Ricevette inoltre le abbazie di San Vaast di Arras e di San Massimino di Treviri, oltre che la comitato di quest'ultima città. prima della morte di Lotario, divenne anche abate di Stavelot. 
Grazie a tutte queste concessioni, divenne l'uomo più potente dell'area che verrà poi chiamata Lotaringia; suo fratello Gerardo divenne anch'egli l'uomo più importante nella zona attorno al fiume Rodano, in Borgogna e che risiedeva a Lione in qualità di illustrissimus dux et marchio. Tra l'855 e l'860, viene citato in vari documenti del re dei Franchi occidentali, Carlo il Calvo ed il re, Lotario II di Lotaringia. In accordo con Carlo il Calvo, si trasferì in Lotaringia e diede i suoi possedimenti sulla Loira ai fratelli Rinaldo e Viviano (II), il primo abate laico nell'abbazia di Marmoutier, il secondo abate laico dell'abbazia di San Martino di Tours.
Nell'861, secondo gli Annales Bertiniani, Adalardo, dopo il tentativo di ribellione di Carlomanno di Baviera contro il padre, il re dei Franchi orientali, Ludovico II il Germanico, fu esiliato dal regno assieme a Carlomanno ed altri e si recò presso il nipote acquisito, Carlo il Calvo (infatti la regina Ermentrude d'Orléans era la figlia di Engeltrude di Fézensac, sorella di Adalardo). Carlo il Calvo lo ricevette con favore e lo colmò di onori. Nello stesso anno lo insignì del titolo di marchese di Neustria. Ad Adelardo venne dato anche l'incarico, sempre secondo gli Annales Bertiniani, di proteggere il figlio, Ludovico il Balbo.
Nell'865, sempre secondo gli Annales Bertiniani, la figlia di Adalardo era stata fidanzata con Ludovico figlio del re dei Franchi orientali, Ludovico II il Germanico, che non gradì la scelta, si oppose e impedì il matrimonio.
Sempre nell'865, sempre secondo gli Annales Bertiniani, Adalardo combatté i Vichinghi, con l'aiuto dei suoi parenti Udo e Berengario, che, secondo gli Annales Fuldenses, nell'861, erano stati anch'essi esiliati da Ludovico II il Germanico e si erano rifugiati da Carlo il Calvo, ottenendo la condivisione del titolo di marchesi di Neustria per combattere i Vichinghi.
Nello stesso anno, tuttavia, Carlo il Calvo concesse il titolo di marchese di Neustria per combattere i Vichinghi a Goffredo del Maine, che minacciava di allearsi a Salomone di Bretagna, intenzionato ad attaccare il regno dei Franchi occidentali; mentre il titolo, marchese di Neustria per combattere i Bretoni, rimase appannaggio di Roberto il Forte.
In un documento dell'abbazia di Fleury a Saint-Benoît-sur-Loire risulta che nel periodo, tra l'866 e l'875, Adalardo fu missus dominicus, nell'Augustidunense. Nell'880, secondo gli Annales Fuldenses, Adalardo, assieme ad Enrico di Franconia, si scontrò con le truppe di Ugo di Lotaringia, al comando di Teobaldo, e ottenne una cruenta vittoria, con l'uccisione di parecchi nemici.
Non si conosce la data esatta della sua morte.

## Discendenza
Della moglie di Adalardo non si conosce né il nome né gli ascendenti. Ebbe 3 figli:
- Stefano (?-dopo il 18 settembre 882, data in cui sottoscrisse un documento[2]);
- Adalardo II (?-2 gennaio 890);
- una figlia, fidanzata, per breve tempo con Ludovico il Giovane, figlio del re dei Franchi orientali, Ludovico II il Germanico, che non gradì la scelta, si oppose e impedì il matrimonio[11].

## Ascendenza
|                        |   |         | Genitori |  |  | Nonni            |  |  | Bisnonni            |  |
|                        |   |         |          |  |  | Begone di Tolosa |  |  | Gerardo I di Parigi |  |
|                        |   |         |          |  |  | Begone di Tolosa |  |  | Gerardo I di Parigi |  |
|                        |   | Rotrude |          |  |  | Begone di Tolosa |  |  |                     |  |
| Leotardo II di Parigi  |   |         |          |  |  | Begone di Tolosa |  |  |                     |  |
|                        |   | Alpais  | …        |  |  |                  |  |  |                     |  |
|                        |   | Alpais  | …        |  |  |                  |  |  |                     |  |
|                        |   | Alpais  | …        |  |  |                  |  |  |                     |  |
| Adalardo il Siniscalco |   | Alpais  |          |  |  |                  |  |  |                     |  |
|                        | … | …       |          |  |  |                  |  |  |                     |  |
|                        | … | …       |          |  |  |                  |  |  |                     |  |
|                        | … | …       |          |  |  |                  |  |  |                     |  |
| Grimilde               | … |         |          |  |  |                  |  |  |                     |  |
|                        |   | …       | …        |  |  |                  |  |  |                     |  |
|                        |   | …       | …        |  |  |                  |  |  |                     |  |
|                        |   | …       | …        |  |  |                  |  |  |                     |  |
|                        |   | …       |          |  |  |                  |  |  |                     |  |

### Fonti primarie
- (LA)  Monumenta Germanica historica, tomus II.
- (LA)  Rerum Gallicarum et Francicarum Scriptores, tomus XII.
- (LA)  Annales Bertiniani.
- (LA)  Annales Fuldenses; sive, Annales regni Francorum orientalis ab Einhardo, Ruodolfo, Meginhardo ....

### Letteratura storiografica
- René Poupardin, I regni carolingi (840-918), in Storia del mondo medievale, vol. II, 1979, pp. 583–635
- Allen Mayer, I vichinghi, in Storia del mondo medievale, vol. II, 1979, pp. 734–769